# Asuridia nigriradiata
Asuridia nigriradiata är en fjärilsart som beskrevs av George Francis Hampson 1896. Asuridia nigriradiata ingår i släktet Asuridia och familjen björnspinnare. Inga underarter finns listade i Catalogue of Life.